# Кастория (озеро)
Кастори́я (греч. Λίμνη Καστορίας), также Орестиас (Орестиада, Λίμνη Ορεστιάδα) — озеро в Греции, в периферийной единице Кастории в периферии Западной Македонии. Название Орестиада озеро получило от горных нимф ореад.

## География

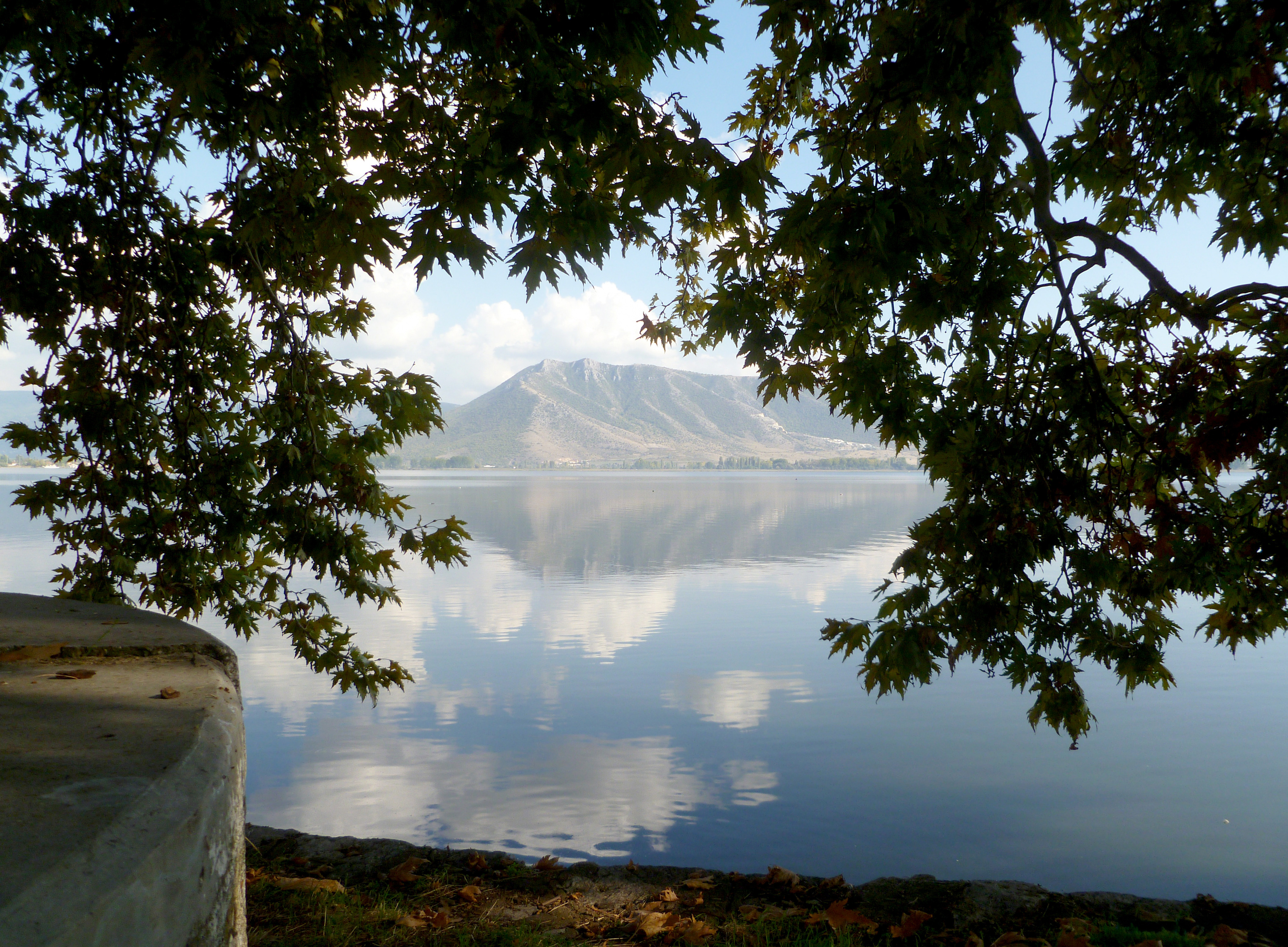
Вид на озеро в октябре 2019 года

Озеро находится на высоте 625—630 метров над уровнем моря. В западной части озера расположен вдающийся в него полуостров, на котором находится город Кастория.
Площадь зеркала — 28 км², объём около 100 млн м³, глубина — 9-10 м. В озеро впадает 9 небольших рек. Считается, что озеро образовалось в миоцене около 10 млн лет назад.
Касторийский полуостров с запада и небольшой полуостровок с востока делят озеро на две части: большую северную и малую южную.

## Флора и фауна
В озере водятся рыбы и бобры, в честь которых и назван город Кастория на его берегу. У озера живут птицы, питающиеся рыбой из него (выпь малая, кваква обыкновенная, рыжая цапля, серая цапля, белый аист, речная крачка, лебедь, пеликан и другие).

## Историческое значение
На берегу озера расположена Церковь Мавриотисы XI века, один из памятников греческого православия. Озеро так известно, потому что при его осушении была найдена деревянная табличка из Диспилио. Возраст находки определён более чем в 5 тысяч лет до нашей эры. То есть это древнейшая письменность в мире из обнаруженных на сегодня (см. Тэртерийские таблички).
Среди туристов, посещающих Касторию, прогулки по озеру пользуются большой популярностью.